# Luís Vinício
Luís Vinícius de Menezes, mais conhecido como Luís Vinício (Belo Horizonte, 28 de fevereiro de 1932) é um ex-futebolista e ex-treinador de futebol brasileiro.

## Carreira como jogador

### Brasil
Nascido em Belo Horizonte, começou sua carreira profissional no Sete de Setembro e transferiu-se rapidamente para o Botafogo, do Rio de Janeiro, Brasil. Estreou oficialmente no Campeonato Carioca no dia 11 de novembro de 1951, no jogo Botafogo 4-1 Olaria, onde marcou um gol. Durante alguns anos ele jogou ao lado dos craques Garrincha e Dino Da Costa, formando um trio formidável de ataque para a equipe carioca. Sua melhor temporada pelo Botafogo foi em 1953, onde marcou 13 gols em 22 jogos, mas no dia 7 de setembro, em Botafogo-Flamengo 3-0, depois de marcar e tendo obtido uma penalidade, foi forçado a deixar o campo por suspeita de fratura. No ano seguinte, ele jogou apenas 17 jogos, e fez 7 gols. No verão de 1955, durante uma turnê européia do Botafogo, Vinícius chamou atenção de executivos do Napoli.

### Itália
Vendido pelo Botafogo aos 23 anos, em 1955, Luís Vinícius de Menezes ficou conhecido na Itália como Luís Vinício e passou a defender o Napoli. Em Nápoles, ganhou o apelido de  'O lione  (O Leão) pela sua habilidade no meio-campo. Jogou por lá até 1960, marcando 69 gols em 152 jogos. Transferiu-se para o Bologna em 1960. Após uma boa primeira temporada no clube, jogou pouco na segunda, tendo de disputar sua vaga com o dinamarquês Harald Nielsen. Chateado, voltou ao Brasil no verão de 1962 mas não chegou a assinar com nenhum clube brasileiro, sendo logo chamado de volta à Itália para jogar pelo Vicenza, o que foi, para ele, um renascimento no futebol italiano.
Após uma primeira regular, voltou a marcar gols como antes a partir da segunda temporada no clube. Anotou 17 gols no campeonato de 1963/1964, ajudando seu clube a ficar em sexto no Campeonato Italiano. Foi mais decisivo ainda na temporada seguinte: embora o clube tenha ficado em décimo, Vinício marcou 25 gols na temporada, um recorde que só seria igualado em 1991/1992 pelo holandês Marco van Basten e quebrado apenas em 2005/2006, pelo italiano Luca Toni, que marcou 31 gols.
Saiu do Vicenza a convite do técnico Helenio Herrera, que o levou para a Internazionale em 1966. Entretanto, não teve sorte na Inter, onde jogou apenas 8 vezes e marcou um único gol. Voltou ao Vicenza já na temporada seguinte, que seria a última de sua carreira (já estava com 36 anos), onde marcou 7 vezes em 25 jogos, o que o fez ultrapassar os 150 gols em sua carreira na Itália. Luis Vinício é o 05º maior artilheiro da história do Vicenza Calcio.
Apesar de ser um grande goleador, Luís Vinício, não chegou a defender a Seleção Brasileira, visto que naqueles tempos o bom desempenho de futebolistas brasileiros no futebol europeu não tinha influência nas convocações. Também não defendeu a Seleção Italiana (como tantos outros futebolistas brasileiros) pois não possuía ascendência italiana.

## Carreira como técnico
Após o término da carreira como futebolista, Luís Vinício, iniciou sua carreira como treinador, passando por importantes clubes italianos e conquistou o Campeonato Italiano Serie C com o Brindisi.
Em meados dos anos setenta, Luís Vinício, volta para Nápoles, agora como um treinador, aplicando pela primeira vez na Itália o estilo holandês atuando com o famoso Futebol total. Ficou em terceiro lugar em 1973-74 e foi vice-campeão em 1974-75.
Em 1976-1977, foi chamado para treinar a SS Lazio, onde ele precisa conduzir o período após Tommaso Maestrelli. Em seguida, ele encontra um velho conhecido, Joseph Wilson, ex-capitão do Internapoli quando Luís Vinício era o treinador. No primeiro ano termina a temporada em quinto lugar, colocação, que lhe rendeu a confirmação para a temporada seguinte. Na temporada seguinte, a equipe não foi bem e ficou sempre à beira do rebaixamento e no dia 28 de março de 1978, após a derrota em Foggia 3-1, o treinador foi demitido e substituído por Roberto Lovati. Em épocas posteriores, Luís Vinício, treina equipes como Avellino (da qual se demitiu por ser substituído por Claudio Tobia), o Pisa e Udinese. Terminou a sua carreira de treinador em 1991-1992 como chefe do Juve Stabia, ele salva depois de um campeonato particularmente problemático. No dia 21 de abril de 2012, no Estádio Romeo Menti Vicenza, no intervalo do jogo contra a  Sampdoria, foi entregue a Vinicio uma placa comemorativa para sua carreira.

## Títulos

### Como Jogador
Bologna FC
- Coppa Mitropa: 1961

### Como Treinador
Brindisi Calcio
- Campeonato Italiano Serie C: 1971–72 (girone C)

### Prêmios Individuais
- Artilheiro Serie A: (25 gols)
- Panchina d'argento speciale: 2015–16)